# 20-я армия (Япония)
20-я армия (яп. 第20軍) — воинское подразделение японской Императорской армии, действовавшее во время Второй мировой войны.
Сформирована 10 сентября 1941 года под командованием генерала Сэки. Входила в состав Квантунской армии. Дислоцировалась на севере Маньчжоу-Го (ныне провинция Хэйлунцзян), её основной задачей были гарнизонная и пограничная служба.
4 июля 1942 года передана в подчинение 1-го фронта.
19 октября 1944 года переведена в Центральный Китай и переподчинена 6-му фронту для охраны районов, оставляемых войсками, направляющимися на юг для участия в операции «Ити-Го».
С 9 апреля по 7 июня 1945 вела наступательные бои в ходе битвы за Западную Хунань, последней крупной японской наступательной операции японо-китайской войны, во время которой понесла значительные потери.
После капитуляции Японии 20-я армия перешла под контроль гоминьдановского правительства Китайской Республики и занималась поддержанием общественного порядка, вплоть до официального расформирования, произошедшего 15 июля 1946 года в Хэнъяне (провинции Хунань).